# Dannemora–Hargs Järnväg
| Ein Erzzug aus Dannemora erreicht Hargshamn |                          |                                                 |                                                 |
| Streckenlänge: | 39 km                    |                                                 |                                                 |
| Spurweite: | 891 mm, ab 1970: 1435 mm |                                                 |                                                 |
| Maximale Neigung: | 12,5 ‰                   |                                                 |                                                 |
| Minimaler Radius: | 238 m                    |                                                 |                                                 |
| |                          |                                                 |                                                 |
| \| \| \| Bahnstrecke Stockholm–Sundsvall von Gävle \| \| \| \| 0,000 \| Örbyhus \| Örbyhus \| \| \| \| Bahnstrecke Stockholm–Sundsvall nach Uppsala \| \| \| \| 8,894 \| Dannemora Bergwerk Dannemora \| Dannemora Bergwerk Dannemora \| \| \| 8,908 0,643 \| \| \| \| \| 3,6 \| Österbybruk \| Österbybruk \| \| \| 9,4 0,0 \| Knaby \| Knaby \| \| \| \| \| \| \| \| 7,6 \| Ramhäll (1878–1958) \| Ramhäll (1878–1958) \| \| \| 29,5 \| Stumpfgleis \| Stumpfgleis \| \| \| 29,4 \| Lövstabruk \| Lövstabruk \| \| \| 23,5 \| Finnsjön \| Finnsjön \| \| \| 17,7 \| Gräsbo \| Gräsbo \| \| \| 12,5 \| Vigelsbo \| Vigelsbo \| \| \| 11,1 \| Rörbergsgruvan \| Rörbergsgruvan \| \| \| 8,2 \| Kraperås[1] \| Kraperås[1] \| \| \| 5,7 \| Gubbo \| Gubbo \| \| \| \| \| \| \| \| 13,5 \| Norrmon \| Norrmon \| \| \| 16,6 \| Vattmyran \| Vattmyran \| \| \| \| Faringe–Gimo Järnväg von Faringe (1921–1970) \| \| \| \| 21,846 0,0 \| Gimo \| Gimo \| \| \| \| \| \| \| \| 8,5 \| Gimo bruksområde \| Gimo bruksområde \| \| \| 24,9 \| Risinge \| Risinge \| \| \| \| \| \| \| \| \| Norrvällen (1917–1955) \| \| \| \| 25,75 \| Rönningen \| Rönningen \| \| \| 30,8 \| Illersättra \| Illersättra \| \| \| 34,4 \| Harg \| Harg \| \| \| \| Neubaustrecke nach Hallstavik (seit 1977) \| \| \| \| 38,543 \| Hargshamn \| Hargshamn \| \| \| \| Trajekt nach Uusikaupunki (Finnland, 1989–1996) \| \| \| \| 54,626 \| Hallstavik \| Hallstavik \| \| \| \| Rimbo–Sunds Järnväg von Rimbo (1915–1977) \| \| \| \| \| \| \| \| Quellen: [2][3][4][5] \| \| \| \| |                          |                                                 |                                                 |
| Strecke |                          | Bahnstrecke Stockholm–Sundsvall von Gävle       | Bahnstrecke Stockholm–Sundsvall von Gävle       |
| Bahnhof | 0,000                    | Örbyhus                                         | Örbyhus                                         |
| Abzweig geradeaus und nach rechts |                          | Bahnstrecke Stockholm–Sundsvall nach Uppsala    | Bahnstrecke Stockholm–Sundsvall nach Uppsala    |
| Abzweig geradeaus, ehemals nach links und von links · Betriebs-/Güterbahnhof Streckenende und quer | 8,894                    | Dannemora Bergwerk Dannemora                    | Dannemora Bergwerk Dannemora                    |
| Kilometer-Wechsel | 8,908 0,643              |                                                 |                                                 |
| ehemaliger Bahnhof | 3,6                      | Österbybruk                                     | Österbybruk                                     |
| ehemaliger Bahnhof | 9,4 0,0                  | Knaby                                           | Knaby                                           |
| Strecke von links (außer Betrieb) · Abzweig geradeaus und ehemals nach rechts |                          |                                                 |                                                 |
| Betriebs-/Güterbahnhof Streckenende (Strecke außer Betrieb) · Strecke | 7,6                      | Ramhäll (1878–1958)                             | Ramhäll (1878–1958)                             |
| Strecke | 29,5                     | Stumpfgleis                                     | Stumpfgleis                                     |
| Strecke · Dienststation / Betriebs- oder Güterbahnhof (Strecke außer Betrieb) | 29,4                     | Lövstabruk                                      | Lövstabruk                                      |
| Strecke · Dienststation / Betriebs- oder Güterbahnhof (Strecke außer Betrieb) | 23,5                     | Finnsjön                                        | Finnsjön                                        |
| Strecke · Dienststation / Betriebs- oder Güterbahnhof (Strecke außer Betrieb) | 17,7                     | Gräsbo                                          | Gräsbo                                          |
| Strecke · Dienststation / Betriebs- oder Güterbahnhof (Strecke außer Betrieb) | 12,5                     | Vigelsbo                                        | Vigelsbo                                        |
| Strecke · Blockstelle (Strecke außer Betrieb) | 11,1                     | Rörbergsgruvan                                  | Rörbergsgruvan                                  |
| Strecke · Blockstelle (Strecke außer Betrieb) | 8,2                      | Kraperås                                        | Kraperås                                        |
| Strecke · Dienststation / Betriebs- oder Güterbahnhof (Strecke außer Betrieb) | 5,7                      | Gubbo                                           | Gubbo                                           |
| Abzweig geradeaus und ehemals von links · Strecke nach rechts (außer Betrieb) |                          |                                                 |                                                 |
| ehemaliger Bahnhof | 13,5                     | Norrmon                                         | Norrmon                                         |
| ehemaliger Bahnhof | 16,6                     | Vattmyran                                       | Vattmyran                                       |
| Abzweig geradeaus und ehemals von rechts |                          | Faringe–Gimo Järnväg von Faringe (1921–1970)    | Faringe–Gimo Järnväg von Faringe (1921–1970)    |
| ehemaliger Bahnhof | 21,846 0,0               | Gimo                                            | Gimo                                            |
| Abzweig geradeaus und ehemals nach links · Strecke von rechts (außer Betrieb) |                          |                                                 |                                                 |
| Strecke · Betriebsstelle Streckenende (Strecke außer Betrieb) | 8,5                      | Gimo bruksområde                                | Gimo bruksområde                                |
| ehemaliger Dienststation / Betriebs- oder Güterbahnhof | 24,9                     | Risinge                                         | Risinge                                         |
| Strecke von links (außer Betrieb) · Abzweig geradeaus und ehemals nach rechts |                          |                                                 |                                                 |
| Betriebs-/Güterbahnhof Streckenende (Strecke außer Betrieb) · Strecke |                          | Norrvällen (1917–1955)                          | Norrvällen (1917–1955)                          |
| ehemalige Blockstelle | 25,75                    | Rönningen                                       | Rönningen                                       |
| ehemalige Blockstelle | 30,8                     | Illersättra                                     | Illersättra                                     |
| ehemaliger Bahnhof | 34,4                     | Harg                                            | Harg                                            |
| Strecke von links · Abzweig geradeaus und nach rechts |                          | Neubaustrecke nach Hallstavik (seit 1977)       | Neubaustrecke nach Hallstavik (seit 1977)       |
| Strecke · Betriebs-/Güterbahnhof Strecke ab hier außer Betrieb | 38,543                   | Hargshamn                                       | Hargshamn                                       |
| Strecke · Eisenbahnfähre (Strecke außer Betrieb) |                          | Trajekt nach Uusikaupunki (Finnland, 1989–1996) | Trajekt nach Uusikaupunki (Finnland, 1989–1996) |
| Betriebs-/Güterbahnhof Strecke ab hier außer Betrieb | 54,626                   | Hallstavik                                      | Hallstavik                                      |
| Strecke (außer Betrieb) |                          | Rimbo–Sunds Järnväg von Rimbo (1915–1977)       | Rimbo–Sunds Järnväg von Rimbo (1915–1977)       |
| |                          |                                                 |                                                 |
| Quellen: |                          |                                                 |                                                 |

Dannemora–Hargs Järnväg (DHJ) ist eine Eisenbahnstrecke in der schwedischen Provinz Uppsala län (historische Landschaft Uppland). Die bestehende Strecke wurde aus zwei Teilstücken zusammengefügt: einer seit 1874 bestehenden normalspurigen Zweigstrecke von Örbyhus an der Bahnstrecke Uppsala–Gävle zum Bergwerk Dannemora und der ursprünglich als Dannemora–Hargs Järnväg bezeichneten Schmalspurbahn von Dannemora nach Hargshamn.
Die Schmalspurbahn hatte eine Spurweite von drei schwedischen Fuß (891 mm). Es gab Zweigstrecken von Knaby nach Ramhäll, von Norrmon nach Lövstabruk und von Risinge nach Norrvällen. Ursprünglicher Zweck war es, die Eisenerzbergwerke in Dannemora und Norrvällen mit den Eisenhütten unter anderem in Österbybruk, Gimo sowie später Lövstabruk mit dem Hafen Hargshamn zu verbinden. Von 1926 bis 1951 war die DHJ ein Teil des umgangssprachlich als Roslagsbanan bezeichneten Schmalspurnetzes der Stockholm–Roslagens Järnvägar (SRJ). In Gimo bestand ab 1921 über die Strecke nach Faringe Anschluss an das übrige Netz der SRJ. Auf der Strecke findet seit 1960 nur noch Güterverkehr statt. Wichtigste Kunden sind eine Papierfabrik in Hallstavik und seit seiner Wiedereröffnung 2012 bis März 2015 das Bergwerk Dannemora.
1961 wurden die beiden Teilstrecken bei Dannemora miteinander verbunden und zwischen Dannemora und Gimo ein Dreischienengleis verlegt. 1970 wurde die übrige Strecke bis Hargshamn auf Normalspur umgebaut. Um nach der geplanten Stilllegung der Schmalspurstrecke Rimbo–Hallstavik den Gleisanschluss der Papierfabrik in Hallstavik sicherzustellen, wurde 1977 eine normalspurige Neubaustrecke von Hargshamn bis Hallstavik eröffnet und damit der Ausbauzustand (siehe Streckenplan) erreicht. Die Strecke endet auf freiem Feld einige hundert Meter südlich von Hallstavik.

## Geschichte

### Situation im 19.Jahrhundert
Die mindestens seit 1532, vermutlich aber schon seit dem Mittelalter bestehende Eisenerzgrube Dannemora war im 19. Jahrhundert zur wichtigsten Eisengrube Schwedens geworden. In der Umgebung hatten sich zahlreiche Eisenhütten zur Weiterverarbeitung des Erzes zu Schmiedeeisen entwickelt. Ein erheblicher Teil sowohl des Erzes als auch des Schmiedeeisens ging in den Export, welcher hauptsächlich über den Ostseehafen Hargshamn erfolgte. Der Transport dorthin erfolgte mit Fuhrwerken auf dem Landweg.

### Nebenstrecke Örbyhus–Dannemora
1872 begann der Bau der normalspurigen Bahnstrecke Uppsala–Gävle, die heute ein Teil der als Ostkustbanan bezeichneten Bahnstrecke Stockholm–Sundsvall ist. Von Anfang an war dabei geplant gewesen, von Örbyhus aus eine Nebenstrecke zur Grube Dannemora zu legen, um die Erz- und Eisentransporte über den Hafen Harnäs südöstlich von Gävle abwickeln zu können. Tatsächlich begannen die Erztransporte ab Dannemora schon im April 1874, sechs Monate vor der offiziellen Eröffnung der Gesamtstrecke.

### Strecke Dannemora–Hargshamn, Dannemora–Hargs Järnvägsaktiebolag
Die Anbindung an die Strecke Uppsala–Gävle erleichterte zwar die direkten Erzexporte ab Dannemora, nicht jedoch die Versorgung der Eisenhütten in der Umgebung und den Abtransport des Schmiedeeisens. Deshalb wurden ab 1872 Pläne für eine Schmalspurstrecke von Dannemora nach Hargshamn erstellt, die ein Anschlussgleis zur weiter südlich gelegenen Eisengrube Ramhäll beinhalten sollten. Zunächst wurde eine Bahn mit der Spurweite von drei schwedischen Fuß (891 Millimeter) projektiert. Aus Kostengründen wurde 1872 zunächst die geplante Spurweite auf 2,7 Fuß reduziert. 1874 wurde die Aktiengesellschaft Dannemora–Hargs Järnvägsaktiebolag (DHJ) gegründet. Nach einer erneuten Kostenrechnung, die gute wirtschaftliche Aussichten versprach, wurde die Spurweite schließlich wieder auf drei Fuß angehoben. Am 16. Juni 1875 wurde die Konzession erteilt, nachdem bereits im Mai mit den Bauarbeiten begonnen worden war. Am 7. Oktober 1878 begann der Güterverkehr zwischen Dannemora und Hargshamn. Am 2. Januar 1879 begannen zeitgleich der Personenverkehr Dannemora–Hargshamn und der Güterverkehr auf der Nebenstrecke nach Ramhäll.

### Vällenbanan
Die 8,5 Kilometer lange Vällenbahn diente zwischen 1914 und 1951 dem Holz- und Holzkohletransporte für die Eisenhütte Gimo. Sie zweigte am Bahnwärterhaus Risinge ab und führte nach Südosten bis zur Verladestelle Norrvällen im Dorf Fagervik am nördlichen Ende des Sees Vällen. Die Strecke gehörte der Eisenhütte und wurde nur für den Güterverkehr verwendet.
Auf dem Vällen wurde das Holz mit dem Dampfschiff S/S Francken befördert. Anfang der 1940er Jahre wurde der Holztransport eingestellt. Die Vällenbahn wurde 1954 endgültig stillgelegt und die Gleise 1955 abgerissen. Der Damm wurde danach als Forstweg genutzt.

### Nebenstrecke Risinge–Norrvällen
1913 wurde eine Konzession für eine Nebenstrecke ab Risinge nach Norrvällen beantragt und erteilt. Diese Strecke wurde am 29. Mai 1917 fertiggestellt. Wichtigstes Transportgut war Holz.

### Nebenstrecke nach Lövstabruk
Ab Juni 1918 wurde eine weitere Nebenstrecke ab Norrmon nach Lövstabruk gebaut. Der erste, zwölf Kilometer lange Abschnitt bis Vigselbo wurde im Oktober 1918 fertiggestellt. Die Fertigstellung des zweiten, 17 Kilometer langen Abschnitts Vigselbo–Lövstabruk folgte wegen schwieriger Bodenverhältnisse erst am 1. Mai 1925. Die offizielle Eröffnung der Gesamtstrecke für den allgemeinen Verkehr erfolgte am 1. März 1926, nach anderen Quellen erst am 23. Dezember 1926. Ebenfalls im Jahr 1926 wurde die Eisenhütte Lövstabruk stillgelegt, womit die Strecke noch im Jahr ihrer Eröffnung einen Großteil ihrer wirtschaftlichen Bedeutung verlor. Sie wurde daraufhin hauptsächlich für Holztransporte verwendet.

### Anbindung an SRJ
Am 1. Oktober 1921 wurde die seit 1917 im Bau befindliche Schmalspurstrecke von Faringe an der Uppsala–Länna Järnväg (ULJ) nach Gimo in Betrieb genommen. Die Strecke wurde von der Gesellschaft Faringe–Gimo Järnvägsaktiebolag (FGJ) gebaut, einer Tochtergesellschaft von Stockholm–Roslagens Järnvägar (SRJ). Zweck dieser Verbindung war unter anderem, Eisenerz direkt auf Schmalspur von der Grube Dannemora zur Eisenhütte Länna transportieren zu können, anstatt es wie bisher in Uppsala umzuladen. Ab diesem Zeitpunkt bildeten DHJ und SRJ eine gemeinsame Verkehrsverwaltung.

### Übernahme durch SRJ
Am 1. Januar 1926 übernahm SRJ die Aktienmehrheit an DRH und wandelte sie in eine Tochtergesellschaft um. Die SRJ-Tochtergesellschaft FGJ wurde am 1. Januar 1935 in die DRH eingegliedert.

### Verstaatlichung
Im Zuge der schwedischen Eisenbahnverstaatlichung wurde Dannemora–Hargs Järnvägsaktiebolag zusammen mit SRJ am 1. Juli 1951 verstaatlicht und am 1. Juli 1959 in die staatliche Eisenbahngesellschaft Statens Järnvägar eingegliedert.
Statens Järnvägar sah keine Zukunft im Betrieb der verstaatlichten Schmalspurstrecken und begann deshalb ein Jahr nach der Verstaatlichung mit der Stilllegung einzelner Streckenabschnitte:
| Datum      | Streckenabschnitt       | Länge | Verkehrsart     | Anmerkungen                       |
| ---------- | ----------------------- | ----- | --------------- | --------------------------------- |
| 1952       | Lövstabruk – Gubbo      | 14 km | Gesamtverkehr   | 1956–57 abgebaut                  |
| 15.10.1953 | Dannemora – Österbybruk | 3 km  | Personenverkehr | Güterverkehr bis heute in Betrieb |
| 1954       | Gubbo – Norrmon         | 6 km  | Gesamtverkehr   | 1956–57 abgebaut                  |
| 1958       | Ramhäll – Knaby         | 8 km  | Gesamtverkehr   | 1959 abgebaut                     |
| 29.05.1958 | Österbybruk – Hargshamn | 36 km | Personenverkehr | Güterverkehr bis heute in Betrieb |
| 01.02.1960 | Faringe – Alunda        | 18 km | Gesamtverkehr   | 1971 abgebaut                     |
| 01.02.1960 | Alunda – Gimo           | 14 km | Personenverkehr |                                   |
| 01.07.1970 | Alunda – Gimo           | 14 km | Gesamtverkehr   | 1972 abgebaut                     |

### Umbau auf Normalspur
Der Güterverkehr zwischen Dannemora, Gimo und Hargshamn war so bedeutend, dass eine Stilllegung nicht zu vertreten gewesen wäre. Deshalb wurde 1961 das normalspurige Anschlussgleis von Örbyhus bei Dannemora mit der Schmalspurstrecke verbunden und diese mit Dreischienengleis bis Gimo ausgestattet. Bis Hargshamn blieb es zunächst noch beim Schmalspurverkehr.
Am 7. Juli 1970 verkehrte der letzte Schmalspurzug zwischen Gimo und Hargshamn. Wenige Tage zuvor war bereits das von Alunda kommende Reststück der Strecke Faringe–Gimo stillgelegt worden. Anschließend wurde die Strecke auf Normalspur verbreitert und am 3. August 1970 wieder in Betrieb genommen. Währenddessen wurde die Schmalspurschiene aus dem Dreischienengleis Dannemora–Gimo entfernt. Ab August 1970 war Gimo ausschließlich auf Normalspur zu erreichen.
Die seit 1915 bestehende Papierfabrik Hallstavik sorgte für so viel Güterverkehr, dass eine Stilllegung der schmalspurigen Strecke Rimbo–Hallstavik nur vertretbar war, wenn für eine alternative Anbindung gesorgt würde. Deshalb vereinbarte SJ nach der Umspurung der DHJ mit dem Eigentümer der Papierfabrik, von Hargshamn eine 17 Kilometer lange normalspurige Neubaustrecke nach Hallstavik zu bauen. Diese wurde am 26. Mai 1977 in Betrieb genommen. Am 1. Juli 1977 wurde die Strecke Hallstavik–Rimbo stillgelegt.

### Trajektverkehr ab Hargshamn
Zwischen 1989 und 1996 führte die Reederei Finnlink Eisenbahnfährverkehr für Güterwagen zwischen Hargshamn und dem finnischen Nystad durch. Die Güterwagen wurden dabei in Nystad auf die finnische Breitspur umgespurt.

## Heutiger Betrieb
Mit der Schließung der Eisengrube Dannemora 1992 und der Einstellung des Trajektverkehrs ab Hargshamn 1996 blieb die Papierfabrik in Hallstavik als einziger Güterverkehrskunde übrig. Für die Wiederinbetriebnahme der Eisengrube im Jahr 2012 wurde die Strecke erneuert und mit dem Zugbeeinflussungssystem ERTMS ausgestattet. Es verkehren regelmäßig Erzzüge zwischen Dannemora und Hargshamn. Darüber hinaus gibt es Güterverkehr von Örbyhus zur Papierfabrik in Hallstavik. Alle Ladestellen und Bahnhöfe außer Dannemora, Hargshamn und Hallstavik sind stillgelegt.